# Ватикано-грузинские отношения
Ватикано-грузинские отношения — двусторонние дипломатические отношения между Ватиканом и Грузией. Дипломатические отношения между странами были установлены 5 мая 1992 года. Посольство Грузии в Святом Престоле находится по адресу 25 Via Toscana, Рим. Апостольская нунциатура в Грузии расположена по адресу 40 Zghenti, Тбилиси.

## История отношений
Дипломатические отношения между Грузией и Святейшим Престолом охватывают столетия. Грузинские цари и князья часто обменивались письмами и посольствами со Святым престолом. В XVII и XVIII веках наблюдался значительный рост миссионерской деятельности Римско-Католической Церкви в Грузии.
Грузия обрела независимость в 1991 году и установила дипломатические отношения со Ватиканом 5 мая 1992 года. Апостольская нунциатура в столице Грузии Тбилиси также представляет Святой Престол в соседних южнокавказских странах Армении и Азербайджане. Через благотворительный фонд «Каритас» (Caritas) Ватикан осуществляет гуманитарную деятельность в Грузии.
В ноябре 1999 года Папа Иоанн Павел II посетил Тбилиси. Вскоре после этого визита Грузия и Святой Престол приступили к работе над проектом договора, что стало предметом споров в православной Грузии. Договор, предусматривающий предоставление католической церкви правового статуса в Грузии, должен был быть ратифицирован 20 сентября 2003 года, и по этому случаю в Тбилиси прибыл архиепископ Жан-Луи Тауран, в то время секретарь по отношениям с государствами. В ответ консервативные последователи православной церкви провели массовые акции протеста, а Илия II, Католикос-Патриарх Грузии, выразил скепсис в отношении договора. Эдуард Шеварднадзе, в то время президент Грузии, поддался давлению и в последний момент принял решение не подписывать договор, вызвав критику со стороны представителей Святого Престола, правозащитников и либеральных православных священнослужителей. Шеварднадзе выразил сожаление по поводу невыполнения соглашения и добавил, что работа над договором будет продолжена.
В мае 2010 года президент Грузии Михаил Саакашвили стал первым грузинским лидером, посетившим Ватикан с государственным визитом. Он встретился с Папой Бенедиктом XVI, а затем во время католической рождественской службы в Тбилиси поблагодарил Святой Престол за «твердую поддержку» суверенитета и территориальной целостности Грузии. 9 января 2012 года Бенедикт XVI приветствовал изменение закона Грузии о религиозных меньшинствах, принятое в июле 2011 года. 30 сентября — 1 октября 2016 года Папа Римский Франциск совершил двухдневный визит в Грузию и провел встречи с президентом Георгием Маргвелашвили и Католикос-Патриархом Грузии Илией II.

### Послы Грузии при Святом престоле
- Амиран Кавадзе, 2001—2004 (резиденция в Женеве)
- Кетеван Константиновна Багратион-Мухранская, 2005—2014
- Тамара Грдзелидзе, 2014 — по настоящее время

### Апостольскиенунциив Грузии
- Жан-Поль-Эме Гобель, 1993—1998
- Петер Штефан Цурбригген, 1998—2001
- Клаудио Гуджеротти, 2001—2011
- Марек Сольчиньский, 2011—2018
- Жозе Авелину Беттанкур (8 марта 2018 — по настоящее время).